# ID Digital School
ID Digital School es un centro de postgrados que ofrece desde 2010 formación avanzada en ciencias sociales y programación, tanto en modalidad presencial, semipresencial como a distancia/online. Actualmente es socio colaborador de la Universidad Camilo José Cela.

## Historia
2010. Nace ID Digital School. 
2012. Inicio y verificación del Máster Oficial en Comunicación Política y Empresarial en alianza con la UCJC.
2013. Inicio del Máster Oficial en Marketing Digital Comunicación y Redes Sociales en alianza con la UCJC. Es el único máster oficial, presencial y semipresencial, que se puede estudiar en Madrid en esta disciplina.
2015. Se inaugura nueva sede en Madrid en la calle Bravo Murillo. 
2021. Lanzamiento de la escuela tecnológica ID Bootcamps.
2024. Lanzamiento del Máster Oficial People Analytics y Gestión del Talento Digital en colaboración con la UCJC. Es el único máster oficial que se puede estudiar actualmente en España en esta disciplina. 

## Actividad
ID Digital School es un centro de másteres oficiales y postgrados que ofrece desde 2010 formación avanzada en comunicación, marketing digital, gestión de empresas y programación, en modalidad presencial, semipresencial a distancia. 

Parte de su oferta académica se centra en másteres con titulación oficial de la Universidad Camilo José Cela (UCJC), que se imparten en Madrid; así como con titulaciones propias.
También cuentan con la escuela tecnológica ID Bootcamps, que ofrece cursos intensivos en diversas tecnologías que permiten que los alumnos consigan transformar su carrera en poco tiempo (tres meses en el caso de los intensivos), y convertirse en profesionales tecnológicos junior que se inserten en el mercado laboral. 
Combinan el rigor académico con la experiencia real y disponen de profesores y profesionales de acreditado prestigio. Acercan a los alumnos al mundo laboral, logrando su inserción a través de formación práctica y orientada a las nuevas realidades del mercado laboral.
El 95% de los alumnos cumplen con el objetivo de insertarse en el mercado laboral o de encontrar otro trabajo en un nuevo sector.  